# 20527 Dajowestrich
20527 Dajowestrich este un asteroid din centura principală de asteroizi.

## Descriere
20527 Dajowestrich este un asteroid din centura principală de asteroizi. A fost descoperit pe 7 septembrie 1999 la Socorro, New Mexico, în cadrul proiectului LINEAR. Asteroidul prezintă o orbită caracterizată de o semiaxă mare de 2,38 ua, o excentricitate de 0,15 și o înclinație de 2,4° în raport cu ecliptica.